# 灯台鬼

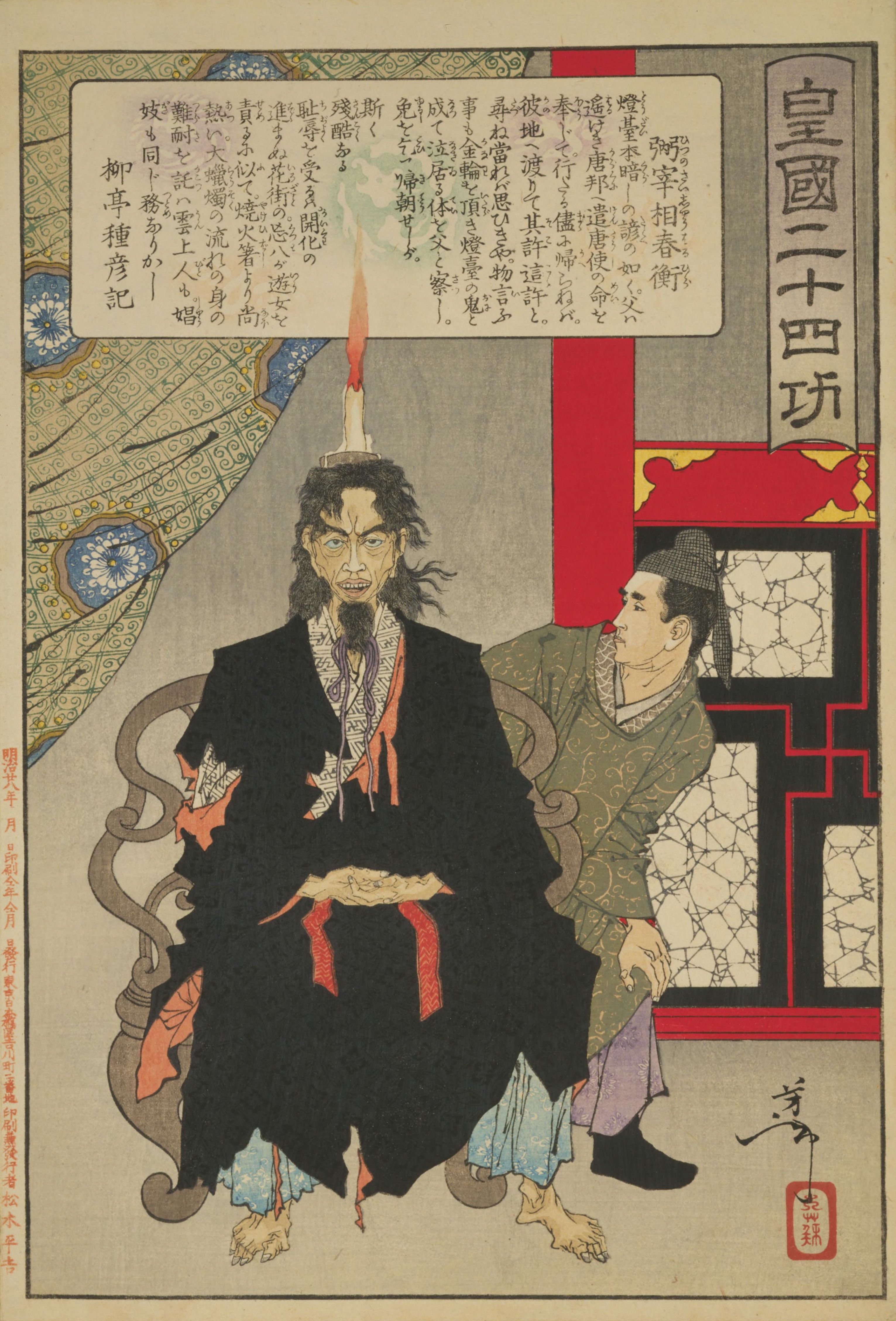
月岡芳年『皇国二十四功』より、灯台鬼と弼宰相

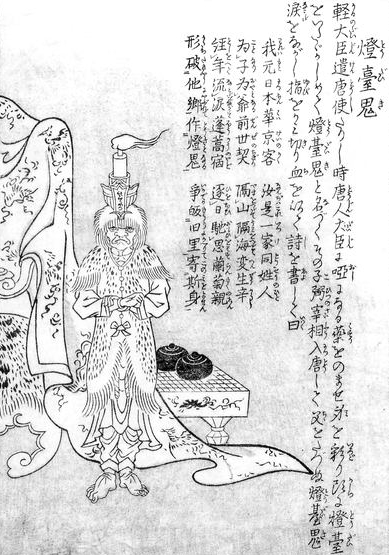
鳥山石燕『今昔百鬼拾遺』より「灯台鬼」

灯台鬼（とうだいき）は、『平家物語』、『源平盛衰記』、『和漢三才図会』、井沢長秀『広益俗説弁』、平康頼『宝物集』などに述べられている説話。
鳥山石燕の『今昔百鬼拾遺』によれば、唐人風の衣装に身を包んだ者が、名前の通り火の灯った燭台を頭の上に乗せている。同画図によると、その正体は人間である。

## 梗概
昔、「軽大臣（迦留大臣、かるのおとど、かるのだいじん）」という日本人が、遣唐使として中国にわたったきり、行方不明になった。息子の「弼宰相（ひつのさいしょう）」は、父の消息を探すため、中国へ渡った。彼は中国のとある場所で、「灯台鬼」を見た。これは「人間燭台」のことである。頭に大きなロウソクを載せる台をしつらえ、体中にびっしり入れ墨をほどこされ、薬で喉をつぶされた灯台鬼は、弼宰相の姿を見るとポタポタと涙を流し、声を出せないので指先を歯で噛み切り、次のような漢詩を書いた。
　　我元日本華京客、汝是一家同姓人。
　　為子為爺前世契、隔山隔海変生辛。
　　経年流涙蓬蒿宿、逐日馳思蘭菊親。
　　形破他郷作灯鬼、争皈旧里寄斯身。
弼宰相は、目の前の灯台鬼が、自分の父親の変わり果てた姿であることを知り、愕然とした。

## 都市伝説との関係
現代の都市伝説「中国奥地の達者」は、中国で行方不明となった日本人が人体を改造されて見世物にされる、という話の骨子が「灯台鬼」と全く同じである。そのため、「灯台鬼」が「中国奥地の達者」の元ネタの一つとなったと推定する説もある。民俗学者の飯倉義之は灯台鬼説話の中心が孝子説話であり異郷での身体変容に話の重きが置かれていないうえ、灯台鬼と都市伝説には1000年以上もの時間的開きがあることから物語の類似が時間軸上の前後関係に当てはめられて説話の伝承・系譜と誤読されて生成されたのではないかと否定している。

## 創作
- 南條範夫『燈台鬼』　
この説話をもとにした短編小説。『オール讀物』昭和31年5月号に発表され、1956年に第35回直木賞を受賞した。主人公の灯台鬼とその息子が、実在の遣唐使小野石根・小野道麻呂父子に置きかえられている。
- 手塚治虫『ゴブリン公爵』
「殷王朝が造った、念力で動かせる破壊ロボット」として「燈台鬼」が登場する。眉間から燭台が伸びており、4本の蝋燭を灯すことで動き出す。
- 大阪圭吉にも『灯台鬼』（『燈台鬼』とも表記）という短編小説があるが、これはいわゆる航路目標としての灯台を舞台にしたもので、当項の灯台鬼とは無関係である。